# Brian Turner
Brian Turner   (Nova Zelanda, 31 de juliol de 1949) és un exfutbolista neozelandès, nascut a Anglaterra, de la dècada de 1980.
Fou internacional amb la selecció de futbol de Nova Zelanda amb la qual participà a la Copa del Món de futbol de 1982.
Pel que fa a clubs, destacà a Chelsea FC i Portsmouth FC.